# Calimerocomplex
Het calimerocomplex is het gevoel van personen, organisaties of landen structureel tekortgedaan of niet serieus genomen te worden vanwege hun geringe omvang. De term is afgeleid van Calimero, het hoofdpersonage van een tekenfilmserie. Een bekende uitspraak van dit zwarte kuikentje is "Zij zijn groot en ik is klein en da's niet eerlijk, o nee". De serie werd in Nederland vanaf 1972 uitgezonden door de omroep TROS, die, omdat de omroep toen nog erg klein was, de uitspraak aanvankelijk als lijfspreuk gebruikte.
Het woord is een eponiem en is sinds 1999 opgenomen in de Van Dale.